# Grundtvig
Grundtvig je bil program Evropske unije, ki je trajal med letoma 2000 in 2013. Bil je namenjen spodbujanju izobraževanja odraslih v okviru programov Socrates (2000–2006) in Vseživljenjsko učenje (2007–2013).
Ciljal je tudi na ljudi brez osnovnih kvalifikacij in starejše.